# Omega1 Aquilae
Désignations
Omega1 Aquilae est une étoile de l'Aigle, située à ∼ 382 a.l. (∼ 117 pc) de la Terre.